# Peroxodisíran tetrakis(pyridin)stříbrnatý
Peroxodisíran tetrakis(pyridin)stříbrnatý je komplexní sloučenina obsahující stříbro v neobvyklém oxidačním čísle +2.

## Příprava
Tento komplex se připravuje oxidací rozpustných stříbrných solí peroxodisíranem draselným ve vodném roztoku pyridinu, přičemž se produkt sráží téměř kvantitativně.
2 AgNO3 + 8 C5H5N + 3 K2S2O8 → 2 [Ag(C5H5N)4]S2O8 + 2 K2SO4 + 2 KNO3

## Vlastnosti
Peroxodisíran tetrakis(pyridin)stříbrnatý je oranžová nehygroskopická pevná látka, na vzduchu za nepřístupu světla stálá po několik dnů a po vysušení hydroxidem draselným ve vakuu až několik měsíců, přičemž produkt rozkladu vytváří bílou pastu. Stabilita této látky se přičítá její nerozpustnosti v polárních i nepolárních rozpouštědlech.
Sloučenina se za teplot nad 137 °C rozkládá. V koncentrované kyselině dusičné se rozpouští, aniž by docházelo k redukci, a s vodnými roztoky hydroxidu sodného vytváří černý oxid stříbrnatý.
Jedná se o silné oxidační činidlo, které oxiduje manganaté ionty (Mn2+) na manganistanové (MnO -
4 ). Odstraněním pyridinových ligandů vzniká komplex [Ag(H2O)4]2+, který samovolně oxiduje vodu na kyslík.
Ag2+ + e− ⇌ Ag+ {E° = +1.980 V}
Protože má ion Ag2+ konfiguraci d9, tak je sůl paramagnetická.

## Použití
Tento komplex snadno oxiduje alkoholy, aldehydy a aminy, a může dekarboxylovat α-hydroxykarboxylové kyseliny a fenyloctové kyseliny na příslušné karbonylové sloučeniny. Benzylové vazby C-H se oxidačně přeměňují na karbonyly:
Aromatické thioly a allylarylthioethery jsou oxidovány na arylsulfonové kyseliny; tímto způsobem je možné připravit arylsulfonové kyseliny za mírných podmínek.

## Bezpečnost
Jelikož tato sloučenina obsahuje peroxodisíranové anionty, tak se považuje za výbušnou, přestože její výbušné vlastnosti nejsou podrobně prozkoumány. Také se z ní uvolňují malá množství par pyridinu, který je možným karcinogenem.